# Ambassador's Palace Hotel
L'Ambassador's Palace Hotel, già grattacielo della Società Cattolica di Assicurazioni, è un grattacielo di Napoli ubicato in via Medina.

## Descrizione

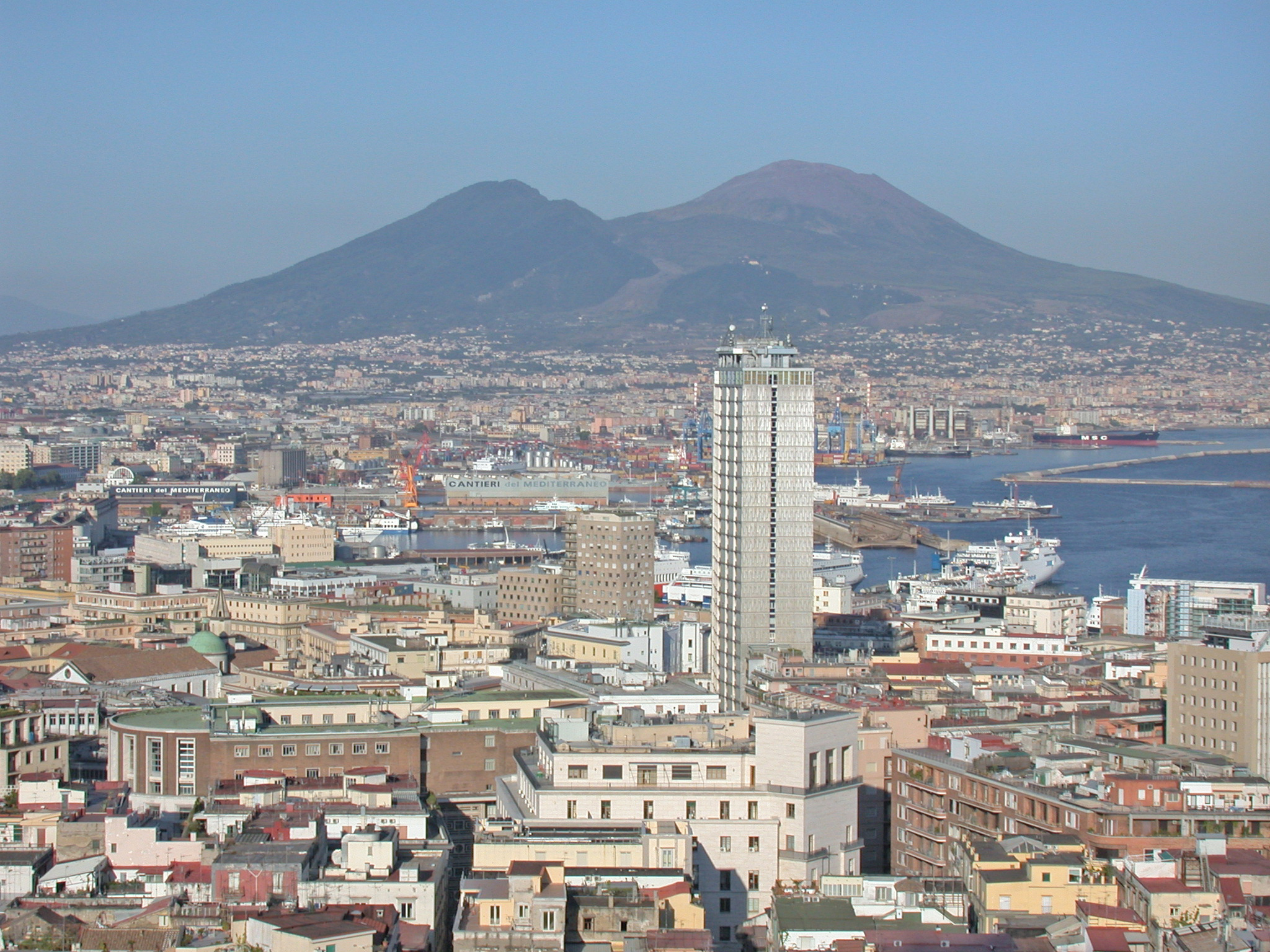
L’Ambassador Hotel svetta sul panorama di Napoli

Il palazzo fu realizzato negli anni 1954-1957 su progetto di Stefania Filo Speziale, Carlo Chiurazzi e Giorgio di Simone per la Cattolica Assicurazioni.
Esso rappresenta, di fatto, l'avvento delle moderne tecnologie edilizie a Napoli: infatti, il grattacielo, interamente in calcestruzzo armato con tompagnature di colore blu, raggiunge un'altezza di 100 metri, pari a 33 piani.
Noto per molti anni come Jolly Hotel, è dal 2009 ritornato alla denominazione originaria, dopo l'acquisizione della società Jolly Hotels da parte della NH Hoteles.

## L'Ambassador's Palace Hotel nei film
- Nel film di Francesco Rosi, Le mani sulla città, l'imprenditore Eduardo Nottola aveva lo studio privato nel grattacielo.
- Alcune scene del film Il giudizio universale di Vittorio De Sica sono ambientate nel grattacielo, in special modo sul tetto.
- Il film Diciottenni al sole si apre sul tetto del grattacielo, allora di recente costruzione.
- Il video della canzone Anema e Core di Pino Daniele è girato sul tetto del grattacielo.